# Mokaiesh
Mokaiesh — французская рок-группа, основанная певцом Cyril Mokaiesh.

## Участники
- Cyril Mokaiesh — вокал, автор песен
- Jan Pham Huu Tri — гитара, автор песен
- Alban Seillé — бас
- Eric Langlois — ударные

## Дискография
- 2007 — дебютный коммерческий релиз 5 синглов
- 2008 — Mokaiesh (первый полнометражный альбом)
- 2010 — сингл Communiste
- 2011 — Du Rouge Et Des Passions (Solo by Cyril Mokaiesh)